# Allogonia luculenta
Allogonia luculenta är en insektsart som beskrevs av Fowler 1900. Allogonia luculenta ingår i släktet Allogonia och familjen dvärgstritar. Inga underarter finns listade i Catalogue of Life.